# Cidaphus angulatus
Cidaphus angulatus là một loài tò vò trong họ Ichneumonidae.